# Sorbo-Ocagnano
Sorbo-Ocagnano es una comuna y población de Francia, en la región de Córcega, departamento de Alta Córcega.
Su población en el censo de 1999 era de 716 habitantes.

## Demografía
| 452 | 546 | 441 | 440 | 492 | 716 |
| Para los censos de 1962 a 1999 la población legal corresponde a la población sin duplicidades (Fuente: INSEE [Consultar]) |     |     |     |     |     |